# Albert de Saxe (1875-1900)
Pour les articles homonymes, voir Albert de Saxe (homonymie).
Le prince Albert de Saxe (en allemand, Albert Karl Anton Ludwig Wilhelm Viktor Prinz von Sachsen), né le 25 février 1875 à Dresde, et mort le 16 septembre 1900 à Wolkau, près de Nossen , quatrième fils et dernier des huit enfants du roi Georges Ier de Saxe et de Marie-Anne de Portugal, est un membre de la Maison de Wettin.

## Biographie

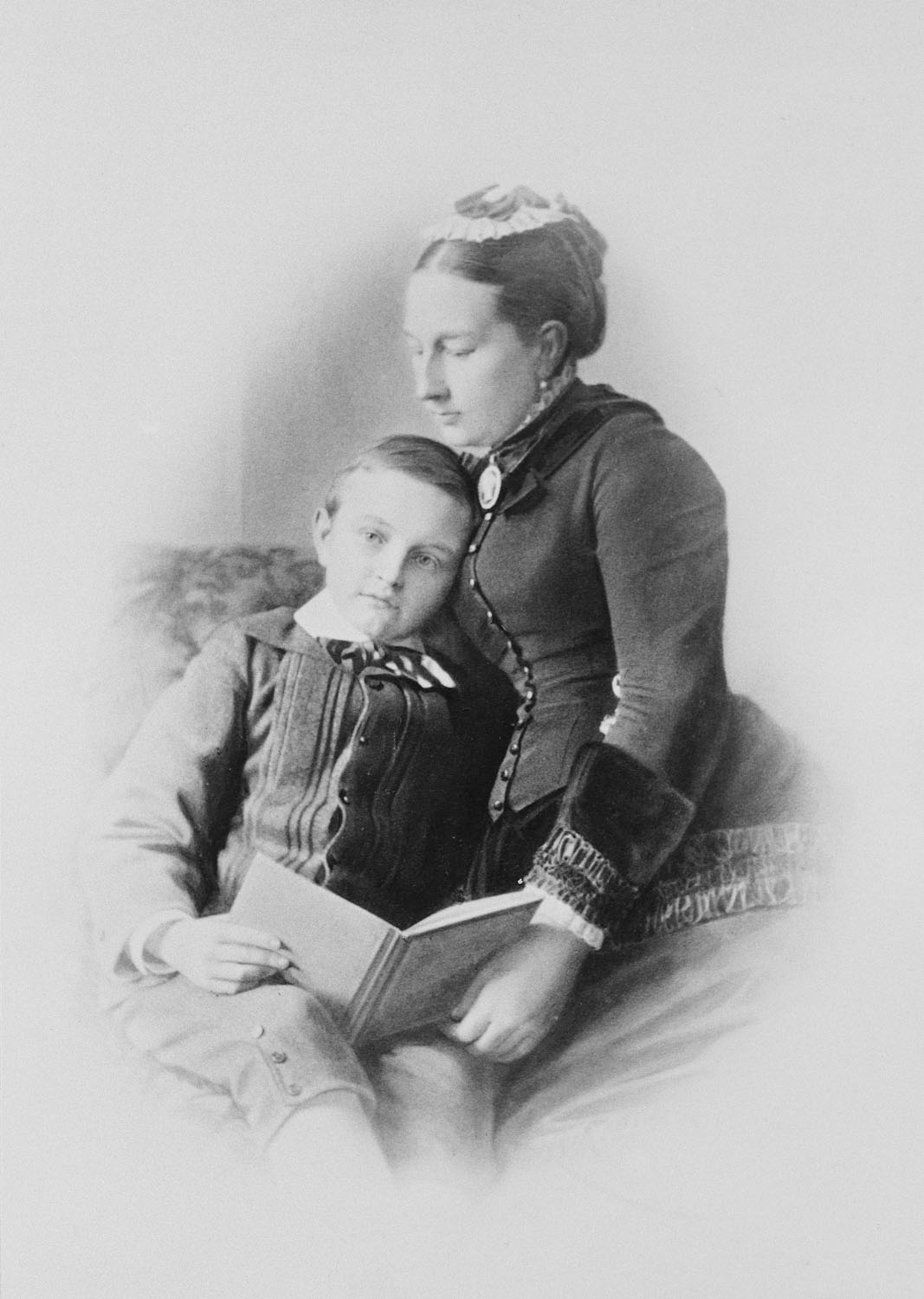
Le Prince Albert de Saxe et sa mère (1883)

Le prince Albert de Saxe est né quatre ans après l'unification de l'Allemagne sous l'égide de la Prusse. À sa naissance, on lui donne comme prénom celui de son oncle le roi Albert de Saxe. Le petit prince est cinquième dans l'ordre de succession au trône après son père et ses trois frères. Il est destiné à l'armée et devient officier. En 1884, sa mère meurt alors qu'il n'a pas encore neuf ans. Son père ne se remariera pas.
Le prince Albert est notamment élevé par Adolf Fritzen, nommé évêque de Strasbourg en 1891. Lorsqu'il est en garnison dans le Brisgau, Albert rend habituellement visite à son ancien précepteur à Strasbourg.
En 1886, sa sœur Marie-Josèphe de Saxe (1867-1944) épouse l'archiduc d'Autriche, prince de Hongrie et de Bohême Otto de Habsbourg-Lorraine (1865-1906), un neveu de l'empereur François-Joseph Ier d'Autriche. De leurs deux fils, l'aîné sera le dernier souverain de l'Autriche-Hongrie sous le nom de Charles Ier d'Autriche. 
Sa sœur aînée, Mathilde, après avoir espéré épouser l'archiduc héritier Rodolphe d'Autriche puis l'archiduc François-Ferdinand d'Autriche devenu héritier potentiel à la mort de son cousin, est devenue une femme aigrie qui tâche de trouver une consolation dans son amour de la peinture.
Son frère aîné, qui deviendra le roi Frédéric-Auguste III de Saxe a lui aussi épousé en 1891 un membre de la Maison Impériale d'Autriche, la princesse Louise de Toscane qui lui a donné une nombreuse progéniture. Le second frère Jean-Georges de Saxe, deviendra un expert en Art. Il a épousé en 1894 la princesse Marie-Isabelle de Wurtemberg. Enfin le troisième Maximilien de Saxe (1870-1951) entrera dans les Ordres. 
Le 16 septembre 1900, alors qu'il revient de la résidence d'été de son père, il prend le train afin de regagner son quartier de Prinnewitz (entre Meissen et Freiberg) où ont lieu à ce moment les manœuvres militaires d'automne. Sur le chemin, la voiture du prince Albert est violemment heurtée par le phaéton du prince Michel de Bragance  dont les chevaux ont pris le mors aux dents au tournant de la route. Le prince Albert est violemment projeté hors de sa voiture et se brise le crâne. Transporté dans la propriété Bretschneider dans le village de Wolkau (près de Nossen), le jeune homme expire une heure et demie plus tard, sans avoir repris connaissance.
Dans la mesure où il fut impossible de discerner si l'accident était volontaire ou non, le prince portugais, âgé d'à peine 22 ans, évitera la cour martiale mais devra démissionner de l'armée Autrichienne et quitter la cour.
Il a reçu une formation militaire et est, au moment de sa mort, Rittmeister et chef du 4e escadron du 17e régiment d'uhlans (de).